# 小林千恵
小林 千恵（こばやし ちえ、1979年7月30日 - ）は、NHKのアナウンサー。

## 人物
東京都出身、成蹊高等学校、早稲田大学第一文学部卒業後、2002年に入局。NHK福井放送局を皮切りに、2005年からはNHK名古屋放送局、2008年からは東京アナウンス室、2014年からはNHK大阪放送局、2017年からはNHK京都放送局、2022年からはNHK横浜放送局、2023年に再び東京アナウンス室へ異動した。また好きな食べ物は魚介類、趣味は旅行や散歩、観劇である。

## 嗜好・挿話
名古屋局時代には主に夕方の報道番組『ほっとイブニング』キャスターとして、東海3県のお茶の間に親しまれただけでなく、番組内の「千恵の学校訪問」というコーナーで、愛知・岐阜・三重3県の学校を訪問し、児童・生徒たちの番組知名度を上げることに貢献した。
2012年1月に、当時福島局の大橋信之と結婚していたことが判明した。結婚後も離れ離れで暮らしていたが、番組改編に伴い大阪局に転勤した2014年に妊娠が判明。これに伴い大橋は京都局に異動となり、自身も同年秋から産休入りした。穴埋めとして一柳亜矢子が大阪へ転勤となり、小林が担当していた番組を引き継いでいる。
2017年3月27日正午のNHK大阪ローカルニュースにて産休明け復帰を果たした。4月からは『ルソンの壺』を担当。

## 現在の担当番組
- どーも、NHK（司会：2023年4月2日 - ）
- チョイス@病気になったとき（リポーター：2024年4月7日 - ）
- アナウンサー百年百話（アンカー：2024年4月3日 - ）

## 過去の担当番組
福井放送局時代（2002年度 - 2004年度）
- 福井のニュース・中継・リポート

名古屋放送局時代（2005年度 - 2007年度）
- ほっとイブニング （2005年度 - 2007年度、キャスター）
- 情報フレッシュ便 さらさらサラダ（2006年8月3日、アナたに聞きたいのコーナーに登場）
- お元気ですか日本列島（ぐるっとニュース東海・北陸担当、レギュラー担当者が事情により出演できない場合に担当）
- 柿沼アナの東海ピックアップ（2007年5月19日、『ほっとイブニング』関連で登場）
- NHKニュースおはよう日本（2007年9月3日 - 7日、小郷知子休暇による代役）
- おーい!ニッポン（“岐阜県”2007年11月4日中継担当、“東京”2009年3月1日FAX読み上げ担当）
- 東海3県・東海北陸地方のニュース

東京アナウンス室時代（2008年度 - 2013年度）（1度目）
- 着信御礼!ケータイ大喜利（2008年11月2日、2009年2月8日、3月8日、3月22日、2012年9月9日、9月16日）
- 第59回NHK紅白歌合戦直前情報（2008年12月31日）

※『パフォー!』の相方・テリー伊藤が紅白応援隊員となったことから秘書として出演した。
- 体感生中継!46年ぶりの皆既日食（2009年7月22日。午前の部、スタジオ担当）
- 週末プレマップ（2010年2月27日、鈴木奈穂子の代役として担当）
- コズミックフロント（不定期、ナレーション）
- こんなステキなにっぽんが（不定期、ナレーション）
- あぁ!言い違いすれ違い（店主）
- 食彩浪漫（2008年度）
- テレ遊びパフォー!→パフォー!（2008・2009年度）
- 経済ワイド ビジョンe（2009年度）
- NHK海外ネットワーク（司会、2010・2011年度）
- サキどり↑（2011年4月 - 2014年3月、ジョン・カビラと共にキャスター）
- きれいの魔法（2012年4月 - 2013年3月、司会）
- 仕事学のすすめ（2012年11月、「日本一予約がとれない店の秘密・落合務」、語り手）
- 国民総参加クイズSHOW! QB47（2013年1月2日 - 2014年3月19日、東野幸治と共に司会）
- 第64回NHK紅白歌合戦（2013年12月31日、グランドプリンスホテル新高輪・大宴会場「飛天」より松田聖子&クリス・ハートの中継担当）
- あまちゃん1週間・5分であまちゃん（ナレーター）
- めざせ!グルメスター（2013年4月4日 - 2014年3月、細川茂樹と共に司会）

大阪放送局時代（2014年度 - 2017年7月）
- きわめびと（2014年4月 - 8月、三宅裕司と共に司会）
- きょうの料理（2014年4月 - 8月）
- 世界ふれあい街歩き ちょっとお散歩（ナレーション）
- 関西地方のニュース
- ニュース・気象情報（全国の定時ニュース）（午後2時：大阪局から放送した場合）[4]

京都放送局時代（2017年8月 - 2022年7月）
- 京都異界中継 リポーター（2017年8月9日）
- ルソンの壺（2017年4月 -　7月以後京都局から出向扱い）
- 京都ニュース845（不定期）
- ニュース630 京いちにち（不定期・竜田理史らのキャスター代行など）

※この他、地上波テレビ・AM・FM各放送のコールサインのアナウンスも担当。
横浜放送局時代（2022年8月 - 2023年3月）
- はま☆キラ!（不定期）
- ひるまえ ほっと（神奈川県内の情報）
- FMラジオニュース（不定期）

東京アナウンス室時代（2023年度 - ）（2度目）
- さわやか自然百景（2023年11月26日「金剛山　秋」、ナレーション）